# Estrazione in fase solida
L'estrazione in fase solida (SPE, acronimo dall'inglese solid-phase extraction) è una tecnica di estrazione che sfrutta l'affinità di una sostanza solida (fase solida), generalmente impaccata in colonnine, per una o più sostanze presenti in una matrice più o meno complessa. Le sostanze possono essere analiti da estrarre e concentrare o interferenti che vanno eliminati dal campione in esame. Il campione (fase mobile) viene fatto passare attraverso la fase solida, quindi, dopo lavaggio della colonnina, viene diluito tramite un solvente appropriato.

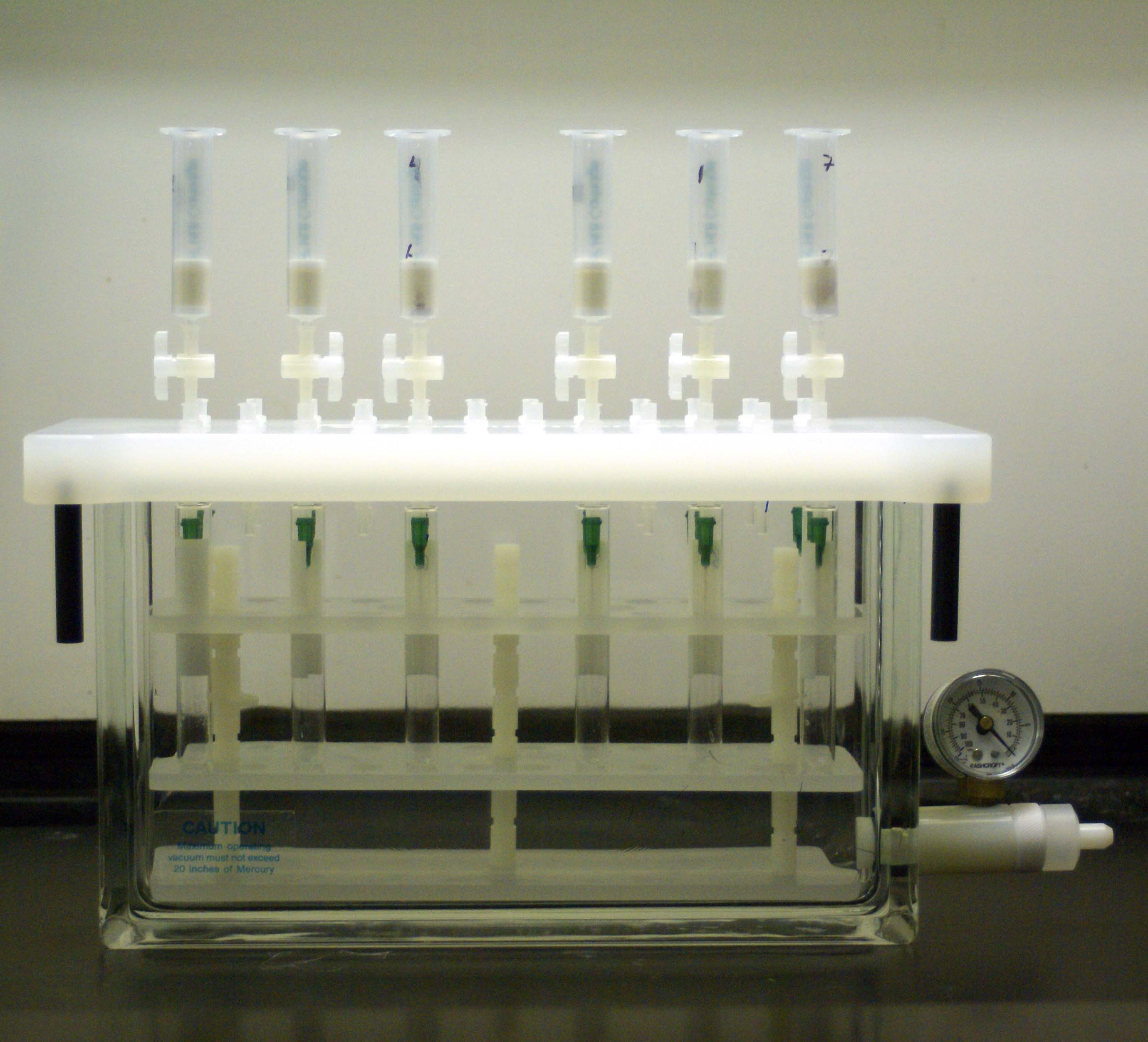
Un tipico collettore di estrazione in fase solida (SPE). Le sostanze gocciolano nella camera sottostante, dove i tubi raccolgono gli effluenti. Una porta del vuoto con manometro viene utilizzata per controllare il vuoto applicato alla camera

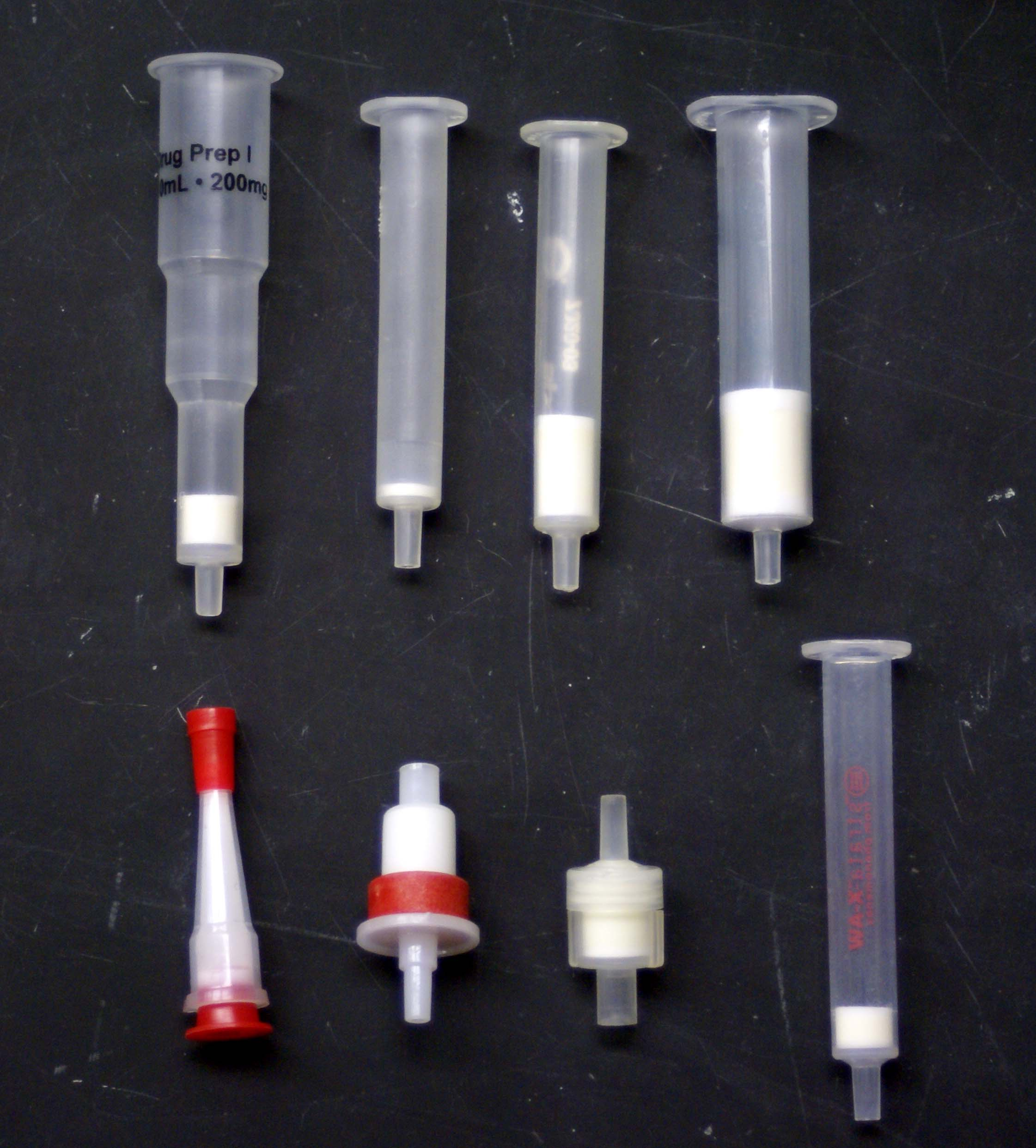
Colonnine pre-impaccate per l'estrazione in fase solida (SPE)

## Microestrazione
La microestrazione in fase solida (SPME, acronimo dall'inglese solid-phase micro extraction) è una tecnica simile alla SPE. Utilizza una sostanza solida (solitamente una fibra) per uno o più analiti in fase liquida o gassosa.
La fibra è solitamente retrattile, conservata in una "siringa", per la sua estrazione, la fibra viene fatta uscire ed esposta al campione o immersa in esso. Dopo il tempo necessario all'estrazione, la fibra viene ritratta e successivamente gli analiti adsorbiti vengono desorbiti scaldando la fibra o con solventi.
Uno dei vantaggi di questa tecnologia è di usare poco solvente o di non usarlo (solvent-free), uno svantaggio sta nella minor accuratezza dei dati che spesso accompagna queste tecniche e nella difficoltà di fare analisi quantitative per questa via.

## Estrazione con ancoretta magnetica adsorbente
L'estrazione con ancoretta magnetica adsorbente (SBSE, acronimo dall'inglese stir bar sorptive extraction) è una tecnica di estrazione in fase solida che utilizza l'affinità di una sostanza solida (fase solida) per uno o più analiti in fase liquida.
La fase solida è posta su un'ancoretta magnetica che viene lasciata nel campione (fase liquida) sottoposto ad agitazione magnetica. Successivamente l'analita viene desorbito riscaldando la fase solida.
Uno dei vantaggi di questa tecnologia è di non usare solvente (solvent-free), uno svantaggio sta nella minor accuratezza dei dati che spesso accompagna queste tecniche e nella difficoltà di fare analisi quantitative per questa via.

## Estrazione in fase solida dispersiva
L'estrazione in fase solida dispersiva (dSPE, acronimo dall'inglese dispersive solid-phase extraction) è una tecnica SPE che consiste nel disperdere la fase adsorbente direttamente nel campione.
La tecnica viene utilizzata principalmente per la rimozione selettiva di alcuni interferenti. In un apposito tubo vengono inseriti il campione e la fase solida. Il tubo viene poi agitato e centrifugato, in modo da permettere la deposizione della fase solida, insieme agli eventuali interferenti ritenuti, sul fondo. Il surnatate, privato dell'interferente, può quindi essere analizzato mediante tecniche analitiche strumentali (come GC-MS o LC-MS).
Come fase adsorbente si possono usare anche miscele di fasi adsorbenti, al fine di ritenere interferenti di diversa natura. Quasi tutte le fasi adsorbenti contengono comunque silice funzionalizzata e un agente disidratante.